# Tapody Tamás
Tapody Tamás (Dorozsma, 1846. szeptember 1. – Marosvásárhely, 1901. szeptember 27.) minorita-rendi szerzetes.

## Élete
Főgimnáziumi tanár volt Lugoson, Szilágysomlyón és Nagybányán. Szegeden tett érettségi vizsgát, 1867. szeptember 27-én lépett a rendbe. 1870. augusztus 1-jén Egerben pappá szentelték. Először Nagybányán, majd 1872-től Lugoson, 1878-tól újból Nagybányán volt magyar-latin szakos gimnáziumi tanár. 1881-tól igazgatóként működött Szilágysomlyón, később Egerben a rend szem. igazgatója, majd Marosvásárhelyen házfőnök volt. Tagja volt az Erdélyi Irodalmi Társaságnak.

## Munkái
1. Magyar mondattan... 1876
2. Nagybányai történeti adatok. Történeti heti Naptár. Nagybánya, 1880
3. Báthori árnya. Rege. Kiadta Nagy László, a Szilágy-Somlyó szerkesztője. Sz.-Somlyó, 1886

Cikkei a lugosi királyi katolikus főgimnázium Értesítőjében (1878. «Mezőben állok én» Erdélyitől, műtani fejtegetés); a nagybányai római kath. főgymnasium Értesítőjében (1879. A zene-énekügy viszonya a társadalmi művelődéshez, 1880. Zárelőadás a magyar nyelvből, 1881. Zászlószentelési beszéd); a szilágy-somlyói r. k. gymnasium Értesítőjében (1882. Szilágy-Somlyó multja és jövője, 1883. A tanulók túlterhelésének kérdéséhez).